# Kremlin de Tula
O Kremlin de Tula (em russo:  Тульский кремль) é uma fortaleza em Tula, Rússia. Monumento do século XVI. Existem 2 catedrais dentro do Kremlin:

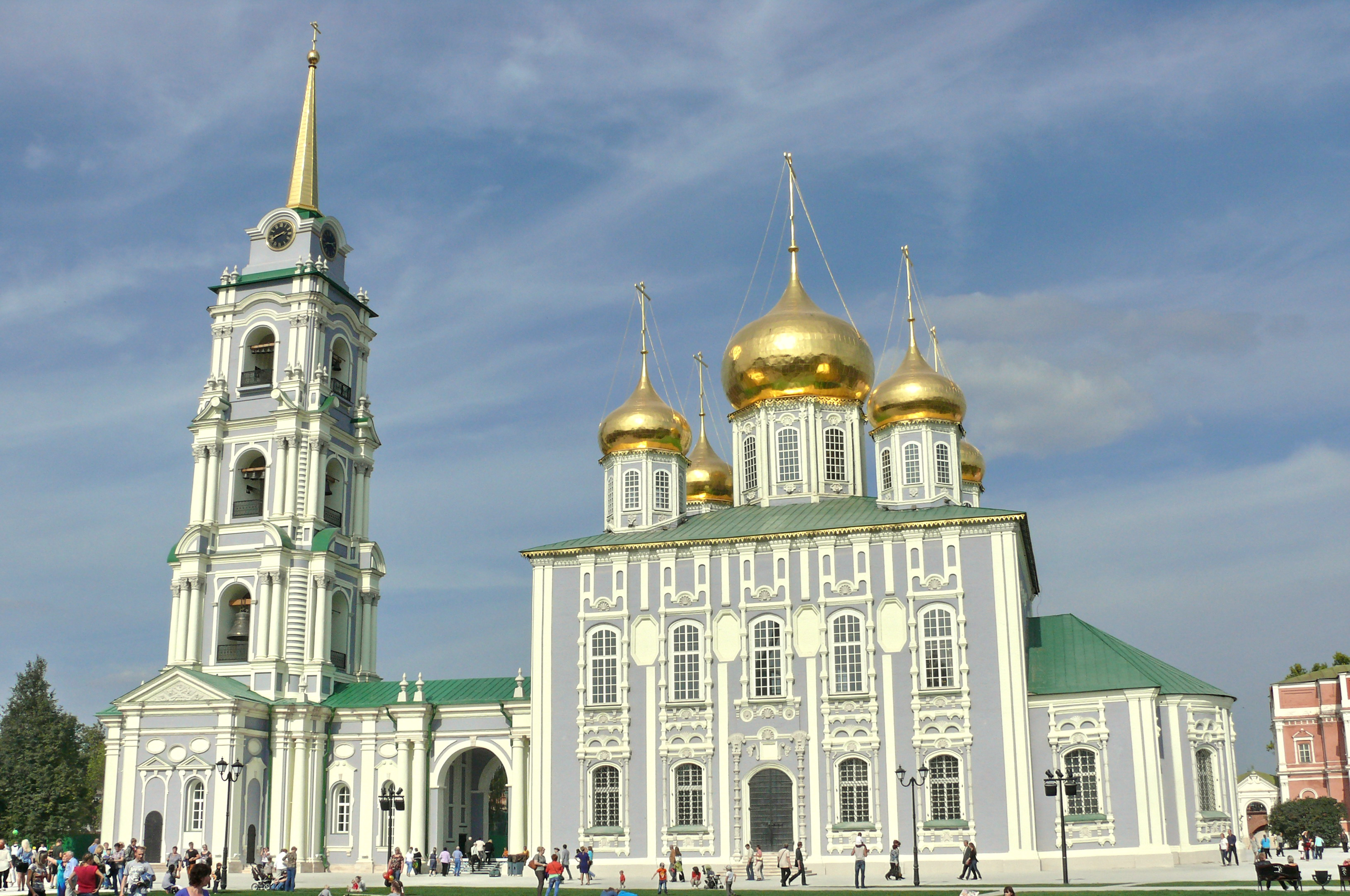
Catedral da Assunção

- Catedral da Assunção (1762-1766)
- Catedral da Epifania (1855-1863)

## História
Em 1507, Basílio III deu a ordem para construir uma fortaleza de carvalho em Tula, na margem esquerda do rio Upa . Em 1514, em uma fortaleza de carvalho, como no Kremlin de Moscou, Basílio III emitiu uma ordem para construir a "cidade de pedra", construída em 1520 (1521).
Em 1552, foi cercado pelo cã da Criméia Devlet I Giray. Naquela época, o czar Ivã IV estava em campanha contra Cazã. A população urbana lutou antes da chegada de reforços do exército do czar de Kolomna. Em memória desses eventos no Kremlin de Tula, foi estabelecida a pedra fundamental perto da Torre da Porta Ivanovskie.
Na segunda metade do século XVI, ao redor do Kremlin de pedra foi criado Posad - uma fortaleza de madeira com mais de dez vezes o tamanho do Kremlin de pedra. Esta área na época era a fronteira de Tula.
Em 1605, os sinos informaram os moradores sobre a chegada do Demétrio I em Tula, onde permaneceu por duas semanas, transformando em pseudo-capital do Estado de Moscou.

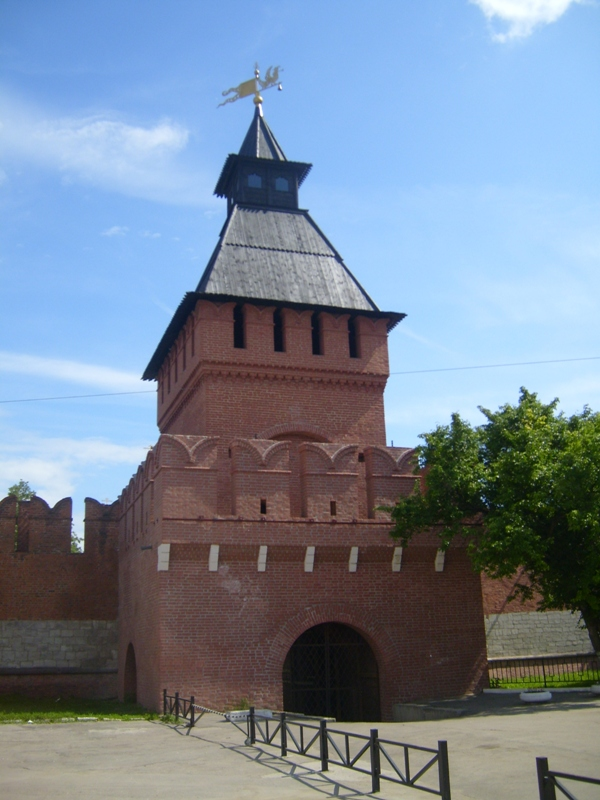
Torre do Portão Pyatnitsky

Em 1607, durante a Guerra dos Camponeses, o Kremlin de Tula se tornou o refúgio de Ivan Bolotnikov. Juntamente com pessoas leais a ele, ele manteve o Kremlin sob seu controle por quatro meses. Em 1608,  Kremlin de Tula foi sitiado pelo czar Basílio Shuisky contra os líderes do movimento camponês - Ivan Bolotnikov e Ileyko Muromets. O Kremlin manteve-se por um cerco longo, mas foi tomado devido à criação de uma barragem de sacos no rio Upa. A água do rio inundou o Kremlin e os rebeldes se renderam. Em memória desses eventos em 1953, foi erguido um no obeliscoo de Kremlin de Tula, .
Depois da reunificação da margem esquerda da Ucrânia e da Rússia, em meados do século XVII, o Kremlin perdeu completamente sua importância
Os reparos no Kremlin, realizados no final dos séculos XVIII e XIX. Reformas parciais aconteceram em 1930 e no anos 50. Em meados de 1960, foi realizada uma complexa restauração científica, a fim de restaurar a aparência original do Kremlin.
Em 2012, foi criada uma fundação de caridade chamada "Kremlin de Tula", que tem 1648 benfeitores, para transferir dinheiro para a restauração do Kremlin. No mesmo ano, graças ao fundo de caridade, foram realizada drenagem na torre do Portão Odoevskogo. Em 2013, foi realizado um trabalho para restaurar as torred de Naugolnykh, Nikita e Ivanovo. Ao mesmo tempo, o fundo restaurou a Catedral da Assunção, cuja fachada tem uma cor cinza, e as cúpulas cobertas com folhas de ouro. De 2012 a 2014, o Kremlin estava em reconstrução em larga escala dos muros. Foi reconstruída a torre sineira da Catedral da Assunção, a qual havia sido destruída na década de 1930.
Desde 2014, realiza a reconstrução da antiga subestação, que inclui o complexo de museus (o átrio), que consiste em quatro salas de exposições: Museu de História Militar Oblast de Tula, Museu de Arte Folclórica da região de Tula e Museu da História do Kremlin de Tula. O complexo inclui uma sala que abriga exposições temporárias e realiza fóruns, reuniões e conferências.

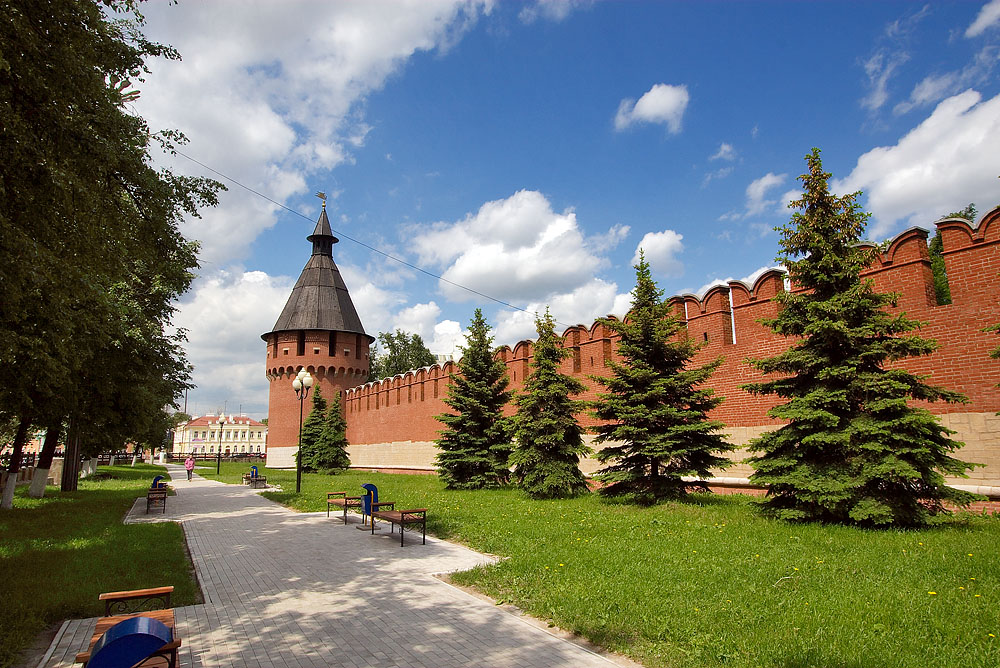
Torre Spasskaya

## Torres
Existem 9 torres no Kremlin, 4 delas são de vigia. Elas têm os seguintes nomes:
- Torre Spasskaya
- Torre do Portão de Odoevsky
- Torre Nikitinskaya
- Torre do Portão de Ivanosky
- Torre Ivanovskaya
- Torre Na Pogrebu
- Torre do Portão d'Água
- Torre Naugolnaya
- Torre do Portão Pyatnitsky